# Godwin Mensha
Godwin Mensha, né le 2 septembre 1989 à Lagos (Nigeria) est un footballeur nigérian évoluant au poste d'avant-centre au Mes Rafsanjan (en).

## Biographie
Il inscrit 14 buts en dans le championnat de Malte lors de la saison 2015-2016. Il marque ensuite 15 buts dans le championnat d'Iran lors de la saison 2016-2017 avec le club du Persépolis Téhéran.
Il atteint les demi-finales de la Ligue des champions d'Asie en 2017 avec le Persépolis Téhéran. Il est notamment l'auteur d'un doublé en demi contre le club d'Al Hilal Riyadh.

## Palmarès

### En club
| Persépolis Téhéran - Supercoupe d'Iran - Vainqueur en 2017 (en) et 2018 (en) - Championnat d'Iran - Champion en 2018 - Ligue des champions d'Asie - Finaliste en 2018 |

### Distinctions personnelles
- Joueur de la semaine des Demi-finales (matchs retours) de la Ligue des champions d'Asie 2017[3]
- Meilleur buteur du championnat d'Iran en 2022 (14 buts)